# 安嘉善
安嘉善（1532年—1581年），字體亨，號宿陽，山西太原府代州人，民籍，明朝政治人物。

## 生平
嘉靖三十四年（1555年）乙卯科山西鄉試第五十五名舉人。嘉靖四十四年（1565年）中式乙丑科會試第一百五十二名，二甲第三十一名進士。通政司观政，本年授南刑部主事，隆慶元年（1567年）升员外，二年升郎中，四年升西安知府，万历二年（1574年）正月升天津兵备副使，四年正月随左副都御史郜光先之蓟辽，阅视边务。五年四月升河南右参政，八年正月升本省按察使，九年二月升湖广右布政，本年升本司左布政，萬曆九年卒于官，享年五十。

## 家族
曾祖安麟；祖父安信；父安琦，河南歸德州判官。嫡母張氏；生母王氏。兄從善、盡善（医官）、明善（己卯舉人、麟游知县）、至善。